# Catherine Dulac
Catherine G. Dulac (1963) é uma bióloga franco-estadunidense, conhecida por seu trabalho sobre o olfato de mamífeross, em especial sobre o feromônio. Trabalha no Instituto Médico Howard Hughes.

## Condecorações
- 2006 Prêmio Richard Lounsbery[3]
- 2010 Prêmio Perl-UNC[4]
- 2012 Prêmio Neuroplasticidade
- 2019 Prêmio Ralph W. Gerard
- 2021 Breakthrough Prize in Life Sciences